# Кадер
Кадер (рум. Cadăr) — село у повіті Тіміш в Румунії. Входить до складу комуни Тормак.
Село розташоване на відстані 378 км на захід від Бухареста, 34 км на південний схід від Тімішоари.

## Населення
За даними перепису населення 2002 року у селі проживали 288 осіб, з них 283 особи (98,3%) румунів. Рідною мовою 283 особи (98,3%) назвали румунську.